# ロックンロール騒動
『ロックンロール騒動』（ロックンロールそうどう、原題：Rock 'n' Rodent,1967年3月15日）は、「トムとジェリー」の短編作品の一つ。制作はチャック・ジョーンズ。

## 作品内容
とある高層ビルの一室。時計の針が午後10時を差した時、トムは眠りにつこうとしていた。
その同時刻、ジェリーは起床し、身支度をした後、ネズミ専用のエレベーターで同ビル最下階にある鼠専用のナイトクラブ「Le Cellar Smoqué(アナグラ)」に向かった。自身もメンバーのカルテットバンドによるジャズのライブに出演、ドラム担当のジェリーは、その華麗なスティック捌きで客の女性たちを魅了させていた。
一方、トムはそのジャズの演奏がエレベーター入口から音漏れするせいで眠るに眠れない状態となっていた。激怒したトムはその入口から実力行使で演奏の阻止を試みるが、何をやっても下の階に住む警備犬がひどい目に遭ってしまい、トムはその度警備犬にどつき倒されてしまう。
午前5時を過ぎた頃、ようやくライブが終了し、部屋に戻ったジェリーが眠りについた頃、あれから一睡もできずにいたトムも安堵の思いで眠りにつこうとした。ところがその瞬間、前夜にセットした目覚まし時計が鳴り響き、ジェリーはトムに「静かに!」とサインを送る。よりによって一晩眠りを邪魔してくれたジェリーに「騒音」を咎められたトムは、発狂した挙句に壁を突き破って逃げ出してしまった。ジェリーはあっけに取られながらも、再び眠りにつくのだった…。

## 登場キャラクター
トム
夜寝ようとしていた矢先、ジェリー達ジャズバンドがナイトクラブでライブを始めたため眠りを妨げられてしまう。様々な方法でジェリーらの演奏阻止を試みるが、階下の警備犬を酷い目に遭わせてしまいその度にしばき上げられ、結局一睡もできないまま朝を迎える。やがてセットしていた目覚まし時計が鳴り出し・寝ようとしていたジェリーに注意されると、発狂してマンションから逃げ出した。
ジェリー
自身がメンバーのネズミバンドでドラムを担当。ナイトクラブ「アナグラ」で夜通し演奏を披露したためトムの安眠を妨害する。ライブもお開きとなった翌早朝5時に自身の部屋へ戻った直後・トムの目覚まし時計が鳴ると、「静かに」のサインをトムへ送り、眠りについた。
警備犬
トムの部屋の真下に住んでいる。ジェリー率いるバンドの深夜演奏を止めようとしたトムによる妨害のとばっちりを受け、その都度トムをしばき上げた。
バンドメンバーのネズミたち
ドラマーのジェリーと共に楽器を演奏し、トムの部屋まで騒音被害を与える。ドラム、トランペット、クラリネット、コントラバスの4人編成。
バーのバーテンダーネズミ
演奏前に注文したジェリーにチーズのカクテルを提供。その飲み残しをこっそり盗み飲みしていた。
客の雌ネズミ
ジェリーの華麗なドラムスティック捌きの虜になる。

## 日本でのテレビ放映
1980年頃、日本テレビ系「木曜スペシャル・おかしなおかしな トムとジェリー 大行進」の枠内で放映され、その後も再放送された。DVDにも収録。